# Ак-Дёбё (Таласская область)
Ак-Дёбё (до 8 февраля 2001 года — Орло́вка, ранее — Орло́в, кирг. Ак-Дөбө) — село в Бакай-Атинском районе Таласской области Кыргызстана, административный центр Ак-Дёбёнского аильного округа. Код СОАТЕ — 41702210805020.

## География
Село расположено в северной части Бакай-Атинского района, на правом берегу реки Урмарал (приток Таласа), в 5 километрах к северу от районного центра села Бакай-Ата, в 20 километрах к западу от областного центра города Талас. Ближайшая железнодорожная станция Жуантобе (Джоон-Дёбё) расположена в 60 километрах к западу от села (по дороге — 64 км). Соседние населённые пункты: Кызыл-Сай на западной границе села, Кызыл-Чарба в 2 километрах к югу, Озгёрюш в 3 километрах к востоку. Населённый пункт осуществляет транспортное сообщение по автодороге международного значения ЭМ-17 «Суусамыр — Талас — Тараз». Абсолютная высота села — 1067 метров уровнем моря.

## История
Согласно энциклопедическому словарю «Немцы России: населенные пункты и места поселения», поселение Орло́в (нем. Orloff) было основано немецкими переселенцами в 1890 году: утверждение Государственном советом России Устава о воинской повинности в 1874 году — повлекло за собой к определённым миграционным процессам среди немцев-меннонитов (являющихся пацифистами по вере). Так, меннониты Самарской и Таврической губернии, оказавшись под влиянием духовного учителя А. Петерса (нем. A. Peters), заявлявшего о невозможности несения воинской службы и просившего предоставить отдалённые земли, направили в Санкт-Петербург уполномоченных М. Класса и К. Эппа с соответствующим прошением о предоставлении земель для переселения. К осенью 1879 года депутации удалось добиться согласия туркестанского генерал-губернатора К. П. фон Кауфмана на их переселение в Туркестан, который наложил следующую резолюцию на их прошение: «...было бы очень выгодно переселение таких хороших хозяев, как эти колонисты».
После прибытия меннонитов в Ташкент, к началу 1880-х годов ими были основаны поселения Николайполь, Гнаденталь, Гнаденфельд, Кёппенталь на выделенном Ур-Маральском участке Аулиеатинского уезда Сыр-Дарьинской области, объединённые впоследствии в Николайпольское сельское общество. Однако, из-за религиозных разногласий внутри общины и согласия выполнять воинскую повинность, 17 семейств были отлучены от общины и основали поселение Орлов (нем. Orloff), куда помимо меннонитов, начали селиться также лютеране. Согласно «Обзору Сыр-Дарьинской области за 1895 год», за селением Орлов числилось 131 десятин «под усадьбами» и 1289 десятин «всего в наделе»:50—51, по «Обзору... за 1911 год» в Николайполе при 45 дворах 359 душ обоего пола, 691 крупного и 280 мелкого скота:102.
Согласно переписи населения 1920 года Орловка являлась администратвиным центром собственной Орловской волости Аулиеатинского уезда. Численность населения села при 95 хозяйствах составляла 542 человек «налицо», «временно отсутствовали» — 35 чел.; «преобладающим языком» являлся немецкий. С 1936 года в составе Ленинпольского района. Указом Президиума Верховного Совета СССР «Об образовании Таласской области в составе Киргизской ССР» от 22 июня 1944 года Ленинпольский район вошёл в состав новообразованной Таласской области.
Постановлением Верховного Совета Киргизской Республики от 6 марта 1992 года № 832-ХII «О переименовании Ленинпольского района Таласской области в Бакай-Атинский район», Ленинпольский район был переименован в Бака́й-Ати́нский райо́н. Согласно Закону Кыргызской Республики от 8 февраля 2001 года № 23 «О переименовании Орловского в Ак-Дебенский, Ключевского в Боо-Терекский, Барк-Арыкского в Шадыканский айыльные кенеши и сел Орловка в Ак-Дебе, Ключевка в Боо-Терек, Калинин в Ынтымак, Кара-Кашат в Туйте, Ленинполь в Бакай-Ата Бакай-Атинского района Таласской области Кыргызской Республики» село Орловка было переименовано в село Ак-Дёбё.

## Население
| Численность населения | Численность населения | Численность населения |
| 1999                  | 2009                  | 2022                  |
| --------------------- | --------------------- | --------------------- |
| 3893                  | ↗4298                 | ↗4717                 |

Динамика численности
| - 1891 год — 26 - 1897 год — 194 - 1911 год — 359 - 1920 год — 577 - 1926 год — 744 - 1959 год — 1762 - 1999 год — 3893 | - 2009 год — 4298 - 2014 год — 4321 - 2015 год — 4598 - 2019 год — 4830 - 2020 год — 4884 - 2022 год — 4717 - 2023 год — 4960 |

Персоналии
- Самат, Гульнара-Клара – Почетный гражданин села.